# Inglés afroestadounidense vernáculo
El Inglés Afroestadounidense Vernáculo (IAV) (AAVE por su sigla en inglés), también llamado Inglés Afroestadounidense (AAE por su sigla en inglés), o de forma más imprecisa Inglés Negro, Vernáculo Negro, Inglés Negro Vernáculo (BEV por su sigla en inglés) o Inglés Vernáculo Negro (BVE por su sigla en inglés), es una variedad (dialecto, etnolecto y sociolecto) del inglés estadounidense hablado por los afroestadounidenses de clase obrera urbana y de clase media (en gran parte bidialectal). A veces se le da coloquialmente el nombre de ebonics, término que los lingüistas evitan usar por ser portador de otras connotaciones.
Comparte con los dialectos rurales del sur de Estados Unidos gran parte de su gramática y fonología, especialmente con el inglés sudestadounidense antiguo. Varios estudiosos del fenómeno de las lenguas criollas, como William Stewart, John Dillard y John Rickford, sostienen que el IAV comparte tantas características con las lenguas criollas que se hablan por todo el mundo que el propio IAV podría ser una lengua criolla distinta del inglés aunque basada en el mismo; sin embargo, lingüistas convencionales mantienen que no existen paralelismos significativos, y que se puede demostrar que el IAV es una variedad de la lengua inglesa, con características que se remontan al inglés británico no estándar de los primeros colonizadores del sur de los Estados Unidos.
Como ocurre en otras variedades lingüísticas, su uso viene marcado por la edad, el estatus, el tema y la situación. Existen numerosos usos literarios del IAV, particularmente en la literatura afroestadounidense.

## Antecedentes generales
El IAV comparte varias características con formas de inglés criollo habladas en todo el mundo. Tiene pronunciación, estructuras gramaticales y vocabulario en común con diversas lenguas de África Occidental.
Muchas características del IAV las comparte este con dialectos del inglés que se hablan en el sur de Estados Unidos. Aunque la mayoría de las mismas son regionalismos (es decir, son propias del dialecto hablado en una región y no de la etnicidad —color— del hablante), algunas de ellas —como la pérdida de is— las emplean los hablantes negros con mucha más frecuencia, sugiriendo que tienen su origen en el habla de los negros. Entre los rasgos que distinguen al IAV del General American y otras variedades del inglés estadounidenses están los siguientes:
- aspectos fonológicos presentes en lenguas criollas y dialectos de otras poblaciones de África Occidental que también se hallan en dialectos del inglés sin influencia plausible por parte de las lenguas de África Occidental, como el caso del inglés de Terranova.
- un vocabulario distintivo
- un uso distintivo del tiempo y el aspecto verbales
- el uso de la doble negación (concordancia negativa)

El IAV contribuyó en sus principios al inglés estadounidense común con algunas palabras de origen africano como gumbo 'ocra', goober 'maní', yam 'boniato' y banjo. El IAV también ha aportado expresiones de jerga callejera como cool y hip.
El uso del IAV ha sido estigmatizado por prejuicios e ideas equivocadas que han sido y continúan siendo comunes. Uno de estos mitos sostiene que la gramática del IAV es pura simpleza o fruto del descuido. Otro mito apunta a que el IAV es el dialecto nativo (o incluso, ahondando en la inexactitud, una moda lingüística) que usan todos los afroestadounidenses. Wheeler (1999) advierte que «no debe considerarse que el IAV es la lengua de los estadounidenses negros. Muchos afroestadounidenses no lo hablan ni tienen mucha idea sobre el mismo».

## Origen
Aunque está muy clara la relación entre el IAV y los dialectos del sur de Estados Unidos, las características únicas del IAV no se comprenden en su totalidad y su origen sigue siendo objeto de debate..
Una teoría sostiene que el IAV se formó a partir de una o más lenguas criollas de esclavos surgidas durante el comercio esclavista trasatlántico por la necesidad de los cautivos africanos de comunicarse entre sí y con sus captores. Según esta teoría, dichos cautivos desarrollaron lo que llamamos pidgin, mezclas simplificadas de dos o más lenguas. Como los pidgins se forman a partir del contacto cercano entre miembros de distintas comunidades lingüísticas, la trata de esclavos podría haber constituido precisamente una situación de ese tipo. Dillard cita a William Smith, capitán de un barco negrero:

Las lenguas de Gambia son tantas y tan diferentes que los nativos de ambas riberas del río no pueden entenderse unos a otros... La forma más segura es tratar con las distintas naciones de ambas riberas y, teniendo en el barco a algunos [esclavos] de cada tipo, no habrá más posibilidad de que tengan éxito en una revuelta que en que terminen de construir la torre de Babel.

Ya en 1715 este pidgin africano había hecho su aparición en las novelas de Daniel Defoe, en particular en The Life of Colonel Jacque ('La vida del coronel Jacque'). En 1721 Cotton Mather llevó a cabo el primer intento de registrar el habla de los esclavos en sus entrevistas sobre la práctica de inoculación de la viruela.
Ya en la época de la Guerra de Independencia de Estados Unidos, las distintas variedades de hablas criollas de esclavos no tenían mucha inteligibilidad mutua. Dillard cita una recopilación de "lengua de esclavos" hacia finales del siglo XVIII:

Kay, massa, you just leave me, me sit here, great fish jump up into da canoe, here he be, massa, fine fish, massa; me den very grad; den me sit very still, until another great fish jump into de canoe; but me fall asleep, massa, and no wake 'til you come...

No fue sino a partir de la Guerra de Secesión Norteamericana que la lengua de los esclavos empezó a ser conocida entre un gran número de blancos ilustrados. Las publicaciones abolicionistas anteriores a la guerra constituyen un rico corpus de ejemplos de la lengua criolla de las plantaciones. En Army Life in a Black Regiment 'La vida castrense en un regimiento de hombres negros' (1870), Thomas Wentworth Higginson detalló muchas características de la lengua de sus soldados.
A principios de los años 2000, Shana Poplack presentó pruebas documentales —extraídas de un corpus de escritos— procedentes de enclaves aislados de Samaná y Nueva Escocia, poblada por descendientes de la migración de antiguos grupos IAV-hablantes (véase inglés de Samaná), que sugieren que la gramática del IAV antiguo estaba más cercana a la de los dialectos británicos de su época de lo que el actual IAV está de los dialectos estadounidenses modernos, sugiriendo que la lengua moderna es producto de la divergencia de variedades generales más que el resultado de la descriollización de una lengua criolla estadounidense extendida.
El lingüista John McWhorter sostiene que la contribución de las lenguas de África Occidental al IAV es mínima. En una entrevista radiofónica para el programa Talk of the Nation de la NPR, el Dr. McWhorter caracterizó al IAV como un «híbrido de dialectos regionales de Gran Bretaña al que los esclavos de Estados Unidos estuvieron expuestos porque a menudo trabajaban junto a personas sometidas a servidumbre gratuita que hablaban esos dialectos...». Según McWhorter, prácticamente todos los lingüistas que han estudiado a fondo los orígenes del IAV «coinciden en que la conexión con África Occidental es muy menor».

## Características distintivas
Aunque la distinción entre el IAV y el General American está clara para los hablantes, algunas características, en especial la doble negación y la omisión de ciertos auxiliares (ver abajo), tales como has en has been, también son característicos del inglés estadounidense coloquial general. Existe una casi unidad del IAV a nivel gramatical, a pesar de su vasta distribución geográfica. Esto puede deberse en parte al carácter relativamente reciente de las migraciones de afroestadounidenses salientes del sur de Estados Unidos (véase Gran Migración y Segunda Gran Migración) así como debido a un prolongado periodo de segregación racial.

### Fonología
| Vocales puras (Monoptongos) | Vocales puras (Monoptongos)         | Vocales puras (Monoptongos)          |
| --------------------------- | ----------------------------------- | ------------------------------------ |
| Diafonema del inglés        | Fonema del IAV                      | Ejemplos                             |
| /æ/                         | [æ~ɛː~ɛə]                           | act, pal, trap                       |
| /æ/                         | [ɛː~ɛə~eə]                          | ham, land, yeah                      |
| /ɑː/                        | [ä~ɑ]                               | blah, bother, father, lot, top, wasp |
| /ɒ/                         | [ä~ɑ]                               | blah, bother, father, lot, top, wasp |
| [ɒ(ɔ)~ɔ(ʊ)]                 | all, dog, bought, loss, saw, taught |                                      |
| [ɒ(ɔ)~ɔ(ʊ)]                 | all, dog, bought, loss, saw, taught | /ɔː/                                 |
| /ɛ/                         | [ɛ~eə]                              | dress, met, bread                    |
| /ə/                         | [ə]                                 | about, syrup, arena                  |
| /ɪ/                         | [ɪ~iə]                              | hit, skim, tip                       |
| /iː/                        | [i~ɪi]                              | beam, chic, fleet                    |
| /ɪ/                         | [ɪ~ɪ̈~ə]                             | island, gamut, wasted                |
| /ʌ/                         | [ʌ~ɜ]                               | bus, flood, what                     |
| /ʊ/                         | [ʊ~ɵ~ø̞]                             | book, put, should                    |
| /uː/                        | [ʊu]                                | food, glue, new                      |
| Diptongos                   |                                     |                                      |
| /aɪ/                        | [äː~äe]                             | prize, slide, tie                    |
| /aɪ/                        | [äɪ]                                | price, slice, tyke                   |
| /aʊ/                        | [æɔ~æə]                             | now, ouch, scout                     |
| /eɪ/                        | [eɪ~ɛɪ]                             | lake, paid, rein                     |
| /ɔɪ/                        | [oɪ]                                | boy, choice, moist                   |
| /oʊ/                        | [ʌʊ~ɔʊ]                             | goat, oh, show                       |
| Vocales róticas             |                                     |                                      |
| /ɑːr/                       | rótica: [ɑɹ~ɒɹ] no rótica: [ɑː~ɒː]  | barn, car, heart                     |
| /ɛər/                       | rótica: [ɛɹ] no rótica: [ɛə]        | bare, bear, there                    |
| /ɜːr/                       | [ɝː~ɚː]                             | burn, first, herd                    |
| /ər/                        | rótica: [ɚ] no rótica: [ə]          | better, martyr, doctor               |
| /ɪər/                       | rótica: [iɹ] no rótica: [iə~iɤ]     | fear, peer, tier                     |
| /ɔːr/                       | rótica: [oɚ] no rótica:[oə~ɔə~ɔo]   | hoarse, horse, poor score, tour, war |
| /ɔər/                       | rótica: [oɚ] no rótica:[oə~ɔə~ɔo]   | hoarse, horse, poor score, tour, war |
| /ʊər/                       | rótica: [oɚ] no rótica:[oə~ɔə~ɔo]   | hoarse, horse, poor score, tour, war |
| /jʊər/                      | [juə~jʊə]                           | cure, Europe, pure                   |

Entre las características fonológicas (o de pronunciación) que son susceptibles de hacer diferir el IAV de otras formas de inglés estadounidense (en concreto, del General American) se encuentran:
- Desonorización de /b/, /d/ y /g/ en posición final de palabra, por la cual, por ejemplo, cub suena similar a cup,[26] aunque dichas palabras pueden conservar la pronunciación más larga de las vocales que suelen preceder a las consonantes sonoras.[27]
- Reducción de ciertos diptongos a monoptongos, en particular, /aɪ/ se monoptonga como [aː] excepto ante consonantes sordas (como ocurre en muchos dialectos del sur). El sonido vocálico presente en boil (/ɔɪ/ en General American) también se monoptonga, en especial ante /l/, haciéndolo indistinguible de ball.[28]  En cambio, hablantes de mayor edad de algunas regiones (como el sur de Estados Unidos) pueden incluso usar [oɪ] en palabras como coach y road que tienen [oʊ] en General American (o sea, [koɪtʃ], [roɪd]).[29]
- Los hablantes de IAV podrían no usar las fricativas [θ] (la th de thin) y [ð] (la th de then) que están presentes en las variedades estándares del inglés. El fono que las sustituiría depende de la posición del sonido dentro de la palabra.[30]
  - En posición inicial de palabra, /θ/ suele coincidir con otros dialectos del inglés (así que thin es [θɪn]). En otras situaciones se puede frontalizar su pronunciación, pasando esta de ser dental (la lengua toca los dientes superiores) a ser labiodental (el labio inferior toca los dientes superiores). A grandes rasgos, /θ/ puede pasar a /f/.
  - A principio de palabra, /ð/ es [ð~d] (de modo que this puede ser [dɪs]). En otros casos, /ð/ puede frontalizarse en la boca de forma similar a como ya se comentó para /θ/.
- En posición final, ng, la nasal velar /ŋ/ se realiza de la misma forma que la nasal alveolar /n/ tanto en morfemas como en lexemas de una o más sílabas como, por ejemplo, -ing (donde tripping se pronuncia como trippin). Este cambio no se da en lexemas de una sílaba como sing, que se pronuncia [sɪŋ] en vez de *[sɪn]. Sin embargo, singing es [sɪŋɪn]. Otros ejemplos serían wedding → [wɛɾɪn], morning → [mɔɹnɪn], nothing → [ˈnʌfɪn]. Esta forma de realizar /ŋ/ como [n] es común a muchos otros dialectos del inglés.[31]
- Un rasgo bastante marcado del IAV es la reducción de los grupos de consonantes en posición final. Existen muchos fenómenos similares pero se encuentran regidos por distintas reglas gramaticales. Esta tendencia ha sido empleada por los partidarios del IAV como lengua criolla para compararlo con idiomas de África Occidental, ya que tales lenguas carecen de grupos consonánticos finales.[32]
  - En posición final, se reducen (simplifican) los grupos de consonantes homorgánicas (que comparten punto de articulación) que son todas sonoras o todas sordas. Por ejemplo, test se pronuncia [tɛs] ya que /t/ y /s/ son ambas sordas; hand se pronuncia [hæn] ya que /n/ y /d/ son consonantes sonoras, pero pant no cambia ya que contiene una consonante sonora y una sorda en su grupo final.[33] Adviértase también que lo que se pierde en estos ejemplos son las plosivas (/t/ y /d/) en vez de perderse fricativas o nasales. Los hablantes pueden mantener dicha reducción incluso tras aplicar el plural, de modo que tests (plural de test) es [tɛsəs] en vez de ser [tɛsts].[34] Los grupos /ft/ y /md/ también se ven afectados.[35]
  - Con mayor frecuencia, los grupos finales /sp/, /st/ y /sk/ se reducen y también se elimina el elemento final en vez del primero.[36]
  - Entre los hablantes más jóvenes también se da /skr/ en donde otras variedades del inglés tienen /str/, de modo que, por ejemplo, street se pronuncia [skrit].[29]
  - Los grupos acabados en /s/ o /z/ muestran cierta variación en cuanto a si el elemento que se elimina es el primero o el segundo.[37]
- De igual modo, se pueden eliminar las consonantes finales, aunque existe aquí una gran variabilidad entre hablantes. Lo más frecuente es que /t/ y /d/ se eliminen. Al igual que en otros dialectos del inglés, /t/ y /k/ finales pueden reducirse a un saltillo (oclusión glotal). Se pueden perder las consonantes nasales mientras que se retiene la nasalización de las vocaled (por ejemplo, find puede pronunciarse [fãː]). Es más infrecuente que /s/ y /z/ se eliminen.[38]
- Uso de la metátesis en formas como «aks» en vez de ask[39] o «graps» en vez de grasp.
- En general, comportamiento no rótico, donde la consonante rótica /r/ suele suprimirse cuando no va seguida de vocal; también puede manifestarse como una [ə] no tónica o como el alargamiento de la vocal precedente.[40] La /r/ entre vocales también puede suprimierse: por ejemplo, story ([stɔri] en General American) se puede pronunciar [stɔ.i], pero respetando los límites del morfema.[41] También puede suprimirse /r/ entre una consonante y una vocal redondeada posterior, especialmente en palabras como throw, throat y through.[42]
- /l/ a menudo se vocaliza en patrones similares a los de /r/ (aunque nunca entre vocales)[43] y, en combinación con la simplificación de grupos consonánticos (ver más arriba), puede producir homófonos entre toll y toe, fault y fought, así como entre tool y too. La homonimia puede reducirse alargando vocales y mediante una [ɤ] en posición implosiva.[44]
- Ante consonantes nasales (/m/, /m/ y /ŋ/), /ɛ/ e /ɪ/ se pronuncian igual: [ɪ], convirtiendo a pen y pin en homófonos.[28] Esta característica está presente en otros dialectos.
- La distinción entre /ɪ/ e /iː/ ante consonante líquida se suele ver reducida, convirtiendo feel y fill en homófonos (fusión fill-feel). También /ʊər/ y /ɔər/ se neutralizan, haciendo que poor y pour sean homófonos (fusión cure-force).[28]
- A lo anterior se añade que existe un puñado de palabras polisílabas cuya sílaba tónica difiere de la que tendría en General American. Por ejemplo, police, guitar y Detroit se pronuncian con acento en la primera sílaba en vez de en la última.[45]

### Tiempo y aspecto
Aunque el IAV no tiene necesariamente el marcador de pretérito de otras variedades (es decir, el -ed de worked) tiene un sistema opcional de tiempos con cuatro tiempos pasados y dos tiempos futuros, o fases, en vez de tiempos (ya que indican el tiempo en grados).
| Fase     | Fase               | Ejemplo            |
| -------- | ------------------ | ------------------ |
| Pasado   | Pre-reciente       | I been bought it   |
| Pasado   | Reciente           | I done buy it      |
| Pasado   | Pre-presente       | I did buy it       |
| Pasado   | Pasado comenzativo | I do buy it        |
| Presente | Presente           | I be buying it     |
| Futuro   | Immediato          | I'm a-buy it       |
| Futuro   | Post-immediato     | I'm a-gonna buy it |
| Futuro   | Futuro indefinido  | I gonna buy it     |

Nota a la tabla: (Pasado Reciente) Sintácticamente, I bought it es gramatical pero done (siempre átono) se usa para enfatizar la naturaleza completada de la acción.
Como verbos auxiliares de fase, been y done deben aparecer como primer auxiliar. Cuando aparecen como segundo auxiliar, indican aspecto:
He been done work significa: «Él acabó el trabajo hace mucho tiempo».
He done been work significa: «Hasta hace poco, él trabajó durante un largo periodo de tiempo».
Este último ejemplo evidencia uno de los rasgos más salientes del IAV: el uso de be como indicador de que la ejecución del verbo es de naturaleza habitual. En la mayoría de los demás dialectos estadounidenses del inglés ello solo se puede expresar sin ambigüedad por medio de adverbios como usually 'normalmente'.
Esta forma de marcar aspecto con been o BIN está acentuada (es tónica) y es semánticamente distinta de la forma no acentuada (átona): She BIN running ('Ella ha estado corriendo durante mucho tiempo') y She been running ('Ella ha estado corriendo').  Este aspecto ha recibido muchos nombres, como perfect phase ('fase perfecta'), remote past, ('pasado remoto') y remote phase ('fase remota', nombre que usamos en este artículo). Como se vio más arriba, been sitúa la acción en el pasado distante. Sin embargo, cuando se usa been con verbos estativos o formas de gerundio, been indica que la acción empieza en el pasado distante y que continúa en el presente. Rickford (1999) sugiere que «durante mucho tiempo» es una traducción mejor cuando se usa con verbos estativos. Por ejemplo, en respuesta a I like your new dress se podría oír como réplica Oh, I been had this dress, que quiere decir que el hablante ha tenido el vestido durante mucho tiempo y que no es nuevo.
Para ver la diferencia entre el pasado simple y el gerundio cuando se usa con been, examínense las siguientes expresiones:
I been bought her clothes significa «Le compré ropa hace mucho tiempo».
I been buying her clothes significa «Le he estado comprando ropa durante mucho tiempo».
| Aspecto                                  | Ejemplo                 | Sentido en inglés estándar                       |
| ---------------------------------------- | ----------------------- | ------------------------------------------------ |
| Habitual/continuativo                    | He be working Tuesdays. | He frequently (or habitually) works on Tuesdays. |
| Continuativo intensificado (habitual)    | He stay working.        | He is always working.                            |
| Continuativo intensificado (no habitual) | He steady working.      | He keeps on working.                             |
| Progresivo perfecto                      | He been working.        | He has been working.                             |
| Irrealis                                 | He finna go to work.    | He is about to go to work.                       |

- Nota a la tabla: (Irrealis) Finna corresponde a «fixing to» en otras variedades. También se escribe fixina, fixna, fitna y finta[55]

A lo anterior se puede añadir que come (que puede ser un auxiliar o no serlo) puede usarse para indicar la indignación del hablante, como en Don't come acting like you don't know what happened and you started the whole thing ('No te hagas el que no sabes lo que ha pasado, porque tú empezaste todo').

### Negación
La negación se forma de una manera distinta a como lo hacen otras variedades del inglés:
- Uso de ain't como indicador general de negación. Como en otros dialectos, se puede usar donde la mayoría de las demás variedades usan am not, isn't, aren't, haven't y hasn't. Sin embargo, en marcado contraste con otras variedades del inglés estadounidense, algunos hablantes de IAV también usan ain't en sustitución de don't, doesn't o didn't (por ejemplo: I ain't know that). Ain't se originó en el inglés común pero fue quedando cada vez más estigmatizado desde el siglo XIX. Véase también amn't..
- Concordancia negativa, popularmente llamada «doble negación», como en I didn't go nowhere;.si la oración es negativa, se niegan todas las formas susceptibles de ser negadas. Ello contrasta con las convenciones del inglés escrito estándar, que tradicionalmente han prescrito que la doble negación se considera incorrecta con cualquier otro sentido que no sea el de una oración positiva (aunque no siempre fue así; véase doble negación en inglés).
- En una construcción negativa, un pronombre indefinido como nobody o nothing puede ser invertido usando la partícula verbal de negación con el fin de transmitir más énfasis (por ejemplo: Don't nobody know the answer o Ain't nothing going on)

Como el IAV tiene estos elementos en común con ciertas lenguas criollas, Howe y Walker (2000) utilizan datos de las primeras grabaciones del inglés africano de Nueva Escocia (inglés de Samaná)  y los registros de antiguos esclavos para demostrar que la negación fue algo que vino heredado del inglés colonial no estándar.

### Otros rasgos gramaticales
- El verbo copulativo be en presente a menudo suele omitirse, como en ruso, hebreo, árabe y otras lenguas. Por ejemplo: You crazy ("You're crazy", 'estás loco') o She my sister ("She's my sister", 'ella es mi hermana'). También se observa este fenómeno en preguntas: Who you? ("Who're you?", '¿quién eres tú?') y Where you? ("Where are you (at)?", '¿dónde estás?'). Por otro lado, un is tónico (acentuado) no puede omitirse: She is my sister. Las reglas generales son:
  - Solo las formas is y are (de las cuales, la última es reemplazada por is de todos modos) se pueden omitir; am, was, y were nunca se eliminan.
  - Estas formas no se pueden omitir cuando serían pronunciadas con acento en General American (no importa si el acento sirve o no específicamente para transmitir un significado enfático al significado del verbo).
  - Estas formas no se pueden omitir cuando las formas correspondientes del inglés estándar tampoco pueden tener contracción (y viceversa). Por ejemplo, I don't know where he is no se puede reducir a *I don't know where he, ya que en inglés estándar la correspondiente reducción *I don't know where he's resultaría igualmente imposible. (I don't know where he at es posible en paralelo a la forma estándar I don't know where he's at, que también es posible)
  - Es posible que puedan existir también algunas otras condiciones menores.[59]
- Los verbos no reciben inflexión de número y persona: no existe la -s final en la tercera persona del singular del tiempo presente. Ejemplo: She write poetry ("She writes poetry", 'ella escribe poesía'). De igual modo, se utiliza solo la forma was en contextos donde el inglés estándar emplea was y were.[60]
- El genitivo sajón -'s puede usarse o no usarse.[61] El caso genitivo se sobreentiende por adyacencia, algo que se parece a muchas lenguas criollas del Caribe. Muchas lenguas del mundo emplean formas no marcadas de posesivo, lo cual puede provenir de una simplificación de estructuras gramaticales. Ejemplo: my momma sister ("my mother's sister", 'la hermana de mi madre').
- Las palabras it y they denotan la existencia de algo, cosa que es equivalente a las formas there is o there are del inglés estándar (que se traducen como hay en español).[62]
- El orden de las palabras en preguntas: Why they ain't growing? ("Why aren't they growing?", '¿por qué no crecen?') y Who the hell she think she is? ("Who the hell does she think she is?", '¿quién demonios se cree que es?") carecen de la inversión de posiciones entre verbo y sujeto que es característica de las otras variantes del inglés en su mayoría. Tampoco es obligatorio el uso del auxiliar do.[63]
- Uso del pronombre personal de objeto them ('ellos' o 'a ellos') en vez del artículo definido those o these ('esos' o 'aquellos').

### IAV «profundo»
Según John McWhorter, existiría un continuo lingüístico que llega al inglés estándar partiendo de un inglés afro «profundo», pasando por un inglés afro «liviano», y el sonido de este continuo puede variar de un hablante afroestadounidense a otro, e incluso puede variar dentro del mismo hablante, dependiendo del contexto situacional en que se encuentre. McWhorter sostiene que el verdadero punto de unión entre todas las variedades de IAV es su patrón de entonación único, la «música» que caracteriza incluso al inglés afro liviano más «neutro». McWhorter considera que las siguientes son características privativas del un inglés afro profundo pero que los hablantes de inglés afro liviano pueden usar en ocasiones para dar un «toque humorístico o emotivo»:
- Mayor apertura de /ɪ/ delante de /ŋ/, produciendo pronunciaciones de thing semejantes a [θɛŋ~θæŋ] (que sonará aproximadamente como thang).[29]
- Al final y en el interior de palabra, pronunciación de /θ/ como [f] (así que month → [mʌmf] y mouth → [mæɔf]) y de /ð/ como [v] (así que smooth → [smuːv] y rather → [ɹævə(ɹ)]).[66] Esto se conoce como frontalización de th. A inicio de palabra, /ð/ es [d], así que those y doze suenan casi igual. Es decir, la lengua llega a tocar completamente los dientes.
- monoptongación de todos los casos de /aɪ/, dando lugar a [aː~äː] de forma general, de modo que, por ejemplo, incluso rice ('arroz') puede sonar como rahs.
- Diptongación de /ɪ/ para dar lugar a [iə], de modo que win puede sonar como wee-un.
- Cerrar la vocal /ʌ/ de palabras como strut, mud, tough, etc. a algo similar a [ɜ].
- Usar la palabra bees incluso en lugar de be con el sentido que tienen is o are en inglés estándar, como en la frase That's the way is bees ("That's the way it is", 'así es como es'). Este es hoy uno de los rasgos más raros del IAV profundo y la mayor parte de los hablantes de IAV de clase media reconocerían el verbo bees solo como parte del vocabulario de un hablante «del sur» profundo o «rural».

## Rasgos léxicos
El IAV comparte bastante de su léxico con otras variedades del inglés, en particular con los dialectos informales y del sur. Por ejemplo, y'all es uno de esos rasgos. Aunque también existen notables diferencias. Se ha sugerido que parte del vocabulario exclusivo del IAV tiene su origen en lenguas de África Occidental, pero la etimología a veces no es fácil de dilucidar y, si no existe un registro de usos atestiguados, las hipótesis sugeridas más abajo no se pueden considerar demostradas. En muchos casos, las etimologías que se postulan no son reconocidas por los lingüistas o por el Oxford English Dictionary.
- dig del wolof dëgg o dëgga, que significa «entender/apreciar».[68] (pero podría venir del irlandés tuig.)[69]
- jazz.[70]
- tote.[70]
- bad-mouth, un calco del mandinka[71]

El IAV tiene también palabras que, o bien no forman parte de la mayoría de otras variedades de inglés estadounidense, o bien tienen significados sorprendentemente distintos. Por ejemplo, existen varias palabras en IAV que nombran a personas de raza blanca y no forman parte del inglés estadounidense más general. Entre ellas está gray ('gris') usado como adjetivo para los blancos, como en gray dude (literalmente, 'tipo gris' pero con el sentido de 'tipo blanco'), cosa que quizá se derive del color de los uniformes de los soldados confederados. Asimismo, paddy es una extensión del habla callejera que significa 'irlandés'. Ofay, que es peyorativo, es otra forma general de referirse a un blanco, la cual podría derivar de la palabra afia del idioma ibibio que significa 'de color claro' o de la palabra yoruba ofe, que se pronuncia como forma de conjurar un peligro, como el que supondrían los traficantes europeos de esclavos; o quizá venga, a través del Pig Latin, de foe ('enemigo'). Sin embargo la mayoría de los diccionarios se limitan a dar su etimología por desconocida. Kitchen se refiere al cabello particularmente rizado o crespo que aparece en la nuca y siditty o seddity significa pretencioso o burgués.
El IAV también ha aportado distintas palabras y giros a otras variedades del inglés, incluidas chill out, main squeeze, soul, funky y threads.

## Contexto social
Para la lingüística descriptiva no hay nada intrínsecamente «erróneo» o «descuidado» en el IAV como variedad lingüística, ya que muestra la misma consistencia interna, lógica y complejidad gramatical que otros dialectos, a la vez que se usa como forma natural de expresar pensamientos e ideas. Desde un punto de vista prescriptivista, las actitudes mostradas hacia el IAV suelen menos positivas; como el IAV se desvía del estándar, su uso suele malinterpretarse como signo de ignorancia, dejadez o ambas. Quizás debido a esta actitud (así como por actitudes similares vigentes entre otros estadounidenses), la mayoría de hablantes de IAV son bidialectales, son capaces de expresarse con un acento más alineado con el General American así como también expresarse en IAV. Semejante adaptación lingüística en distintos entornos se conoce como alternancia de código —aunque Linnes (1998) sostiene que la situación es en realidad diglosia: cada dialecto o código se aplica a un entorno distinto. En general, el grado de uso exclusivo del IAV desciende a medida crece el nivel socioeconómico (aunque el IAV sigue siendo usado incluso por afroestadounidenses de buen nivel educativo).
Los tribunales de Estados Unidos no se ponen de acuerdo sobre cómo admitir como prueba afirmaciones emitidas en IAV. En el caso de Estados Unidos contra Arnold, el Tribunal de Apelaciones de Estados Unidos para el Sexto Circuito sostuvo que «he finna shoot me» ('a punto de dispararme') fue una afirmación hecha en tiempo presente, así que era admisible como información oída por la excepción de afirmación en excitación; sin embargo, parte del tribunal disintió sosteniendo que no se podía determinar si era tiempo pasado o presente a partir de esa sola afirmación, de modo que no debía admitirse tal afirmación como prueba.
Ogbu (1999) sostiene que el uso del IAV tiene tintes políticos de autoafirmación racial ya que su uso permite que los afroestadounidenses reivindiquen su ascendencia cultural. Sin embargo, el uso del IAV también tiene fuertes connotaciones sociales; Sweetland (2002) presenta el caso de una joven blanca y hablante de IAV que es aceptada como miembro dentro de grupos sociales afroestadounidenses a pesar de su raza.
Las investigaciones sobre el tema en las décadas de 1960 y 1970 —incluido el estudio pionero de William Labov Language in the Inner City— traslucían dudas en relación a si los afroestadounidenses hablaban una variedad distinta del inglés; Williamson (1970) se dio cuenta de que las características distintivas del habla afroestadounidense estaban presentes en el habla de la gente del sur de Estados Unidos y Farrison (1970) sostenía que no había realmente diferencias sustanciales gramaticales o de vocabulario entre el habla de los negros y otros dialectos del inglés.

## En literatura y medios de comunicación
Existe una larga tradición de representar el habla de los negros en la literatura estadounidense. Algunos investigadores han revisado las distintas formas en que los autores estadounidenses han representado el habla de los personajes negros, investigando de qué modo se establece la identidad negra y cómo se relaciona con otros personajes. Brasch (1981) sostiene que los primeros medios de comunicación de masas y su representación del habla afroestadounidense son la prueba histórica más sólida de la existencia de una variedad distinta del inglés hablada por los negros. Se usan también las primeras obras populares para determinar las similitudes que las variedades históricas del habla negra tienen en común con el IAV moderno .
Las primeras descripciones del habla negra provienen de obras escritas en el siglo XIX, principalmente por autores blancos. Una notable excepción es Clotel, la primera novela escrita por un afroestadounidense (William Wells Brown). Las representaciones se han restringido principalmente a diálogos y la primera novela escrita totalmente en IAV fue His Own Where (1971), de June Jordan, aunque la novela epistolar El color púrpura, de Alice Walker, constituye una obra mucho más conocida escrita totalmente en IAV. La obra teatral de 1959 A Raisin in the Sun, de Lorraine Hansberry, también hace un uso casi exclusivo del IAV. La poesía de Langston Hughes hace uso extensivo del IAV.
Entre otras obras notables que han incorporado representaciones del habla negra (con percepción de diversos grados de autenticidad) se encuentran:
- Edgar Allan Poe: "El escarabajo de oro" (1843)
- Herman Melville: Moby-Dick (1851)
- Harriet Beecher Stowe: La cabaña del tío Tom (1851–1852)
- Joel Chandler Harris: Tío Remus (1880)
- Mark Twain: Las aventuras de Huckleberry Finn (1885)
- Thomas Nelson Page: In Ole Virginia (1887)
- Thomas Dixon: The Clansman (1905)
- Margaret Mitchell: Lo que el viento se llevó (1936)
- Zora Neale Hurston: Sus ojos miraban a Dios (1937)[99]
- William Faulkner: Desciende, Moisés (1942)
- John Kennedy Toole: La conjura de los necios (1980)[100]
- Sapphire: Push (1996)[101]
- William Faulkner: El ruido y la furia (1929)

Como no existe una ortografía oficial del IAV, su representación en literatura suele hacerse modificando la ortografía estándar para indicar así sus rasgos fonológicos, o para hacer percibir al lector la sensación de uso del IAV. Más recientemente, algunos autores han empezado a incidir en el uso de pistas gramaticales e incluso en la utilización de ciertas estrategias retóricas.
La representación de personajes negros en el cine y la televisión también logra distintos grados de autenticidad. En Imitation of Life (1934), el habla y patrones de comportamiento de Delilah (personaje afroestadounidense) recuerdan a los de los espectáculos de minstrels cuyo objeto era, más que representar fielmente el habla de los negros, exagerar estereotipos. Tienen lugar interpretaciones más auténticas, como las de las siguientes películas y programas de TV, cuando se usan ciertos actos del habla, vocabulario y rasgos sintácticos como señales indicadoras del uso de IAV, a menudo haciendo énfasis en jóvenes urbanos afroestadounidenses:
- Do the Right Thing (1989)
- El príncipe de Bel-Air (1990–1996)
- Jungle Fever (1991)
- Laurel Avenue (1993)
- Fresh (1994)
- The Best Man (1999)

### En la música
Los espirituales, el blues, jazz, R&B y últimamente el hip hop son géneros asociados a la música afroestadounidense; ya que el IAV aparece en estas formas musicales. He aquí algunos ejemplos de rasgos morfosintácticos del IAV presentes en géneros distintos al hip hop:
| Artista         | Canción                     | Letra                                                 | rasgo IAV                                |
| --------------- | --------------------------- | ----------------------------------------------------- | ---------------------------------------- |
| Nina Simone     | "It Be's That Way Sometime" | "It Be's That Way Sometime"                           | aspecto habitual con «be»                |
| Vera Hall       | "Trouble So Hard"           | "Don't nobody know my trouble but God"                | negación concordada                      |
| Texas Alexander | "The Rising Sun"            | "She got something round and it look just like a bat" | falta de inflexión del verbo en presente |
| WC Handy        | "Saint Louis Blues"         | "Cause my baby, he done left this town."              | se indica pasado reciente con «done»     |

Más recientemente los artistas de hip hop han usado profusamente el IAV para demostrar que «tienen calle». A continuación se muestran algunos ejemplos de rasgos morfosintacticos del IAV y su uso en el hip hop:
| Artista              | Canción          | Letra                                         | rasgo IAV                              |
| -------------------- | ---------------- | --------------------------------------------- | -------------------------------------- |
| LL Cool J            | "Control Myself" | "She said her name Shayeeda"                  | ausencia de cópula                     |
| LL Cool J            | "Control Myself" | "I could tell her mama feed her"              | no hay inflexión del verbo en presente |
| Kanye West ft. Jay-Z | "Gotta Have It"  | "You can bank I ain't got no ceilin'"         | negación concordada                    |
| Nick Cannon          | "Can I Live"     | "It's a lot of angels waiting on their wings" | «it» expletivo                         |

En hip hop se usan, además de rasgos gramaticales, elementos léxicos propios del IAV:
| Artista              | Canción            | Letra                                        | Elemento léxico IAV | Definición en español |
| -------------------- | ------------------ | -------------------------------------------- | ------------------- | --------------------- |
| Kanye West ft. Jay-Z | "Otis"             | "Or the big-face rollie, I got two of those" | rollie              | Rolex (reloj)         |
| Tupac Shakur         | "Straight Ballin'" | "And getting ghost on the 5-0"               | 5-0 ("five-oh")     | policía               |
| Lil Wayne            | "Blinded"          | "I can put bangles around yo ashy ankles"    | ashy                | piel reseca           |

Nota a la tabla: Elementos léxicos tomados de Smitherman (2000).
Como el hip hop está tan íntimamente unido a la tradición oral afroestadounidense, los artistas de hip hop que no son negros también usan ciertos rasgos del IAV. Por ejemplo, en una competición de MC, Eyedea dijo: What that mean, yo? obviando la inversión verbo-sujeto que es propia de las preguntas en inglés y tampoco usando el auxiliar do. Sin embargo, tienden a evitar la palabra nigger ('negro') incluso cuando es indicadora de solidaridad. Los artistas de hip hop blancos como Eyedea pueden decantarse por acentuar su blanquidad exagerando la articulación de las r postvocálicas (la aproximante retrofleja).
También usan el IAV artistas que no son negros en otros géneros que no son el hip hop, aunque con menos frecuencia. Por ejemplo, en Tonight, Tonight, Hot Chelle Rae usa el término dime, que quiere decir «mujer atractiva». El Sometimes It Be That Way de Jewel hace uso del BE en el título como marcador de aspecto habitual. Aunque no usen rasgos IAV similares al hablar, se puede decir que dan forma a su interpretación musical para evocar aspectos de géneros concretos como el R&B o el blues (como hacían los músicos pop británicos de los años 1960 y posteriores para evocar el rock, el pop y el blues).
Hay investigaciones que sugieren que los jóvenes no afroestadounidenses aprenden vocabulario del IAV a través de la música hip hop.

### En redes sociales
En Twitter, el IAV se utiliza como armazón a partir del cual construir palabras y oraciones que tienen por objeto ser más fieles a la propia expresión. Se conservan los rasgos gramaticales y la pronunciación de palabras que vienen del IAV. La escritura de palabras basadas en el IAV se ha hecho cada vez más común, hasta el punto de que es una costumbre que se ha normalizado. Algunos ejemplos serían: you (por you're), they (por they're), gon/gone (por going to) y yo (por your).

## En la educación
El IAV ha estado en el centro de la polémica sobre la educación de los jóvenes afroestadounidenses, el papel que el IAV tendría que jugar en la escuela pública y en la educación y qué lugar le corresponde en la sociedad. Hay educadores que han venido sosteniendo que habría que intentar eliminar el uso del IAV a través del sistema educativo público. El ataque proveniente de docentes y actores sociales ha ido desde afirmar que el IAV es una forma deficiente del lenguaje a sostener que, al considerarse inaceptable su uso en la mayoría de contextos culturales, supone una limitación social. Algunos de los ataques más crudos hacia el IAV o su uso provienen de personas afroestadounidenses. Un ejemplo notable de esto lo constituye el Pound Cake speech ('Discurso del pastel'), en el que Bill Cosby critica a algunos afroestadounidenses debido a diversos comportamientos sociales, incluido su modo de hablar.

Ante tales actitudes, la Conferencia sobre Expresión y Redacción Escolar (CCCC, por sus siglas en inglés), división del Consejo Nacional de Profesores de Inglés (NCTE, por sus siglas en inglés), emitió un documento sobre los derechos del estudiante a su propia lengua, el cual fue adoptado por los miembros de la CCCC en abril de 1974 y aparecería en el número de otoño de la revista Compositión and Communication ese mismo año. La resolución se expresa en los siguientes términos:
«Sostenemos que el estudiante tiene derecho a los patrones y variedades de la lengua que le sean propios, es decir, los dialectos en los que se crio u otros dialectos en los que haya encontrado su identidad y estilo. Los especialistas en la lengua negaron hace tiempo la validez del mito de un dialecto estadounidense estándar. La pretensión de que algún dialecto pueda ser inaceptable equivale a que un grupo social intente ejercer su predominio sobre otro. Semejante idea impulsa a dar consejos que son contrarios a la realidad de los hablantes y contrarios a la moral de las personas. Un país orgulloso de su diversidad racial y cultural preservará su patrimonio dialectal. Sostenemos decididamente que los docentes deben contar con la experiencia y la formación que los capacite para respetar la diversidad y defender el derecho del estudiante a su propia lengua»
Por esta época, algunas técnicas similares a las usadas en la enseñanza del inglés a extranjeros demostraron tener mucho potencial con respecto los hablantes de IAV. William Stewart experimentó con el uso de dialect readers ('lecturas dialectalizadas'), conjuntos de textos escritos a la vez en IAV y en inglés estándar. La idea era que los niños aprendiesen a leer en su propio dialecto y luego pudieran pasar al inglés estándar usando otros libros de texto. Simkins, Holt y Simpkins (1977) produjeron todo un conjunto de lecturas dialectalizadas llamadas bridge readers ('lecturas puente') que aunaban versiones del mismo contenido en tres dialectos diferentes: IAV, una versión «puente» que era más cercana al inglés estándar de Estados Unidos, sin resultar disuasivamente formal, y una versión en inglés estándar. A pesar de haber estudios que indicaban el potencial de los programas de Inglés Estándar como Segundo Dialecto (SESD, por sus siglas en inglés) la reacción a ellos fue sumamente hostil y las investigaciones de Stewart así como el Bridge Program ('Programa Puente') quedaron relegados debido a diversos motivos políticos y sociales, entre ellos la fuerte oposición de los padres.
La «sentencia de Ann Arbor» de 1979 (del caso Martin Luther King Junior Elementary School Children y otros, contra el Distrito Escolar de Ann Arbor) supuso una etapa más formal en el reconocimiento del IAV. En ella, un juez federal de un distrito judicial de Michigan dictaminó que, en la enseñanza de la lectoescritura a los niños negros, la escuela debía adaptarse al dialecto de los niños en vez de ser los niños los que se adapten al dialecto de la escuela, y que, al no tomar en cuenta la lengua de los estudiantes, los profesores contribuyen al fracaso académico de dichos estudiantes en lectura y escritura así como en el uso fluido del inglés estándar.
Las actitudes hacia el IAV en los Estados Unidos volvieron a entrar en escena cuando una controvertida resolución del consejo escolar de Oakland (California) (Distrito Escolar Unificado de Oakland), el 18 de diciembre de 1996, hizo un llamamiento a que el «ebonics» fuese reconocido como una lengua de los afroestadounidenses. De hecho, el ebonics recibió la clasificación de «segundo idioma», y "se enseñaría a los afroestadounidenses en su propio idioma."  La propuesta consistía en implementar un programa similar al Programa de Mejora de Lenguaje para Estudiantes Afroestadounidenses (LDPAAS, por sus siglas en inglés) en Los Ángeles, que se inició en 1988 y empleaba métodos de los programas SESD mencionados más arriba.
Al igual que otros programas similares, la resolución de Oakland fue ampliamente malinterpretada ya que se pensó que pretendía enseñar IAV y «elevarlo al estatus de una lengua escrita». El asunto saltó a la opinión pública y fue atacado y ridiculizado, principalmente por Jesse Jackson y Kweisi Mfume que lo consideró un intento por enseñar jergas callejeras a los niños. La afirmación de que los «sistemas lingüísticos africanos tienen una base genética» también contribuyó a suscitar una reacción negativa, ya que la palabra «genética» recibió una interpretación popular (biológica) malinterpretándose que suponía que los afroestadounidenses estaban biológicamente predispuestos a una lengua en particular. La resolución fue corregida y se eliminó dicha frase, utilizándose otra redacción para reemplazarla, donde se decía que los sistemas lingüísticos afroestadounidenses «tienen su orígenes en las lenguas occidentales y las nigerocongolesas, no siendo meros dialectos del inglés...».
La propuesta de Oakland se explicó de este modo: los estudiantes negros obtendrían mejores resultados escolares y aprenderían inglés estándar más fácilmente si los profesores y los libros de texto incorporasen el IAV en la enseñanza del inglés estándar en vez de hacer corresponder lo no estándar con lo inferior al estándar, despreciando así el IAV en tanto que inferior. Baratz y Shuy (1969) señalan estas barreras lingüísticas y las reacciones acostumbradas por parte de los profesores como la causa principal de los problemas de lectura y rendimiento escolar.
Más recientemente se han llevado a cabo investigaciones en torno a la sobrerrepresentación de los afroestadounidenses en la educación especial. Van Keulen, Weddington y DeBose (1988) sostienen que ello se debe a que las características del IAV hablado suelen interpretarse erróneamente como indicadores de problemas de desarrollo del lenguaje, impulsando a los profesores a remitir a los niños a la consulta del logopeda.
Según Smitherman, toda la polémica en torno al IAV en la escuela pública supone actitudes deterministas de mayor calado hacia la comunidad afroestadounidense como un todo. Smitherman lo describe como reflejo de «la insignificancia con la que los círculos de poder perciben la lengua y cultura afroestadounidenses, de ahí su rechazo». También sostiene que los afroestadounidenses están obligados a encajar en el molde de la sociedad euroestadounidense para lograr el éxito y que, en última instancia, encajar significa «erradicar la lengua negra... y adoptar la norma lingüística de la clase media blanca». La necesidad de ser «bidialectales» (en IAV e inglés estándar estadounidense) quiere decir que «algunos negros sostienen que ser bidialectal no solo produce una escisión en la personalidad negra, sino que también supone que tales dialectos son "buenos" para los negros pero no lo son para los blancos».